# Вужинский, Иван Андреевич
Иван Андреевич Вужинский (род. 1955) — бывший председатель Государственной службы автомобильных дорог Украины, г. Киев, Герой Украины (2004).

## Биография
Родился в 1955 году.
Работал директором предприятия «Гарант» Львовского товарищества глухих, г. Львов.
Позже работал Работал в Государственной администрации железнодорожного транспорта «Укрзализныця».
С 24 декабря по 27 декабря 2003 года — заместитель генерального директора Государственной администрации железнодорожного транспорта Украины.
С 27 декабря 2003 года по 22 февраля 2005 года — генеральный директор Государственной службы автомобильных дорог Украины.
16 июня 2005 года Постановлением Кабинета министров Украины был назначен заместителем генерального директора Государственной администрации железнодорожного транспорта.

## Награды и звания
- Герой Украины (с вручением ордена Державы, 21 октября 2004 — за выдающийся личный вклад в развитие дорожного комплекса Украины, обеспечения строительства и ввода в действие скоростной автомагистрали «Киев−Одесса», многолетний самоотверженный труд).
- Орден «За заслуги» III степени (06.2003).
- Заслуженный строитель Украины (12.2002).
- Государственный служащий 2-го ранга (03.2004).